# The Law of the North (film 1912)
The Law of the North è un cortometraggio muto del 1912 diretto da Frank Beal e George L. Cox. Prodotto da William Nicholas Selig, il film aveva come interpreti Charles Clary, William Duncan, Adrienne Kroell.

## Trama
Dick Benton è innamorato di Wanda, la bella figlia di Sandy Mccollough, un poliziotto a cavallo dei territori del Nord-Ovest. Ma Benton non ha un carattere forte e presto inizia a trascurare la ragazza. Al saloon, durante una rissa, uccide un uomo. Mccollough viene mandato a cercare Benton in fuga: i due hanno uno scontro a fuoco e il poliziotto rimane colpito a un braccio. Pur se ferito, Mccollough mette le manette al fuggitivo e parte verso casa. Costretto a fermarsi per la notte, Mccollough si addormenta. Benton ne approfitta per rubargli le chiavi delle manette e liberarsi.

Mentre fugge, Benton sente il rimorso per ciò che ha fatto. Torna indietro, dal ferito. Mccollough è molto debole. Benton lo prende e lo riporta in città. Ora Mccollough fa da testimone alle nozze di Benton con sua figlia. Dopo la cerimonia, lo sposo è pronto a scontare la pena che gli sarà inflitta per la sua vita sprecata da scavezzacollo.

## Produzione
Il film fu prodotto dalla Selig Polyscope Company

## Distribuzione
Distribuito dalla General Film Company, il film - un cortometraggio in una bobina - uscì nelle sale cinematografiche statunitensi il 23 aprile 1912.